# Ormyromorpha biargentinotata
Ormyromorpha biargentinotata är en stekelart som först beskrevs av Girault 1915.  Ormyromorpha biargentinotata ingår i släktet Ormyromorpha och familjen puppglanssteklar. Inga underarter finns listade i Catalogue of Life.